# Bahnhof Erkelenz
Der Bahnhof Erkelenz ist ein ehemaliger Bahnhof und heutiger Haltepunkt in Erkelenz im Kreis Heinsberg. Er liegt an der Bahnstrecke Aachen–Mönchengladbach. Hier halten der Wupper-Express und die Rhein-Niers-Bahn im Regionalverkehr sowie einzelne Züge des Fernverkehrs.

## Bahnanlagen
Der Haltepunkt hat zwei Gleise mit Außenbahnsteigen, die eine Höhe von 76 cm über Schienenoberkante haben, jeweils 215 m lang sind und auf denen Wetterschutzhäuser stehen. Die Bahnsteige sind durch eine Unterführung verbunden, von der Aufzüge und Treppenanlagen zu den Bahnsteigen führen. Zusätzlich sind sie auch durch höhengleiche Wege barrierefrei zugänglich.
Des Weiteren verfügt der Haltepunkt über ein Empfangsgebäude aus dem Jahr 1952. Es enthält neben dem Reisezentrum einen Kiosk, ein Hotel, ein Café-Restaurant und einige Geschäfte.
Das seit 2007 nicht mehr genutzte Gebäude des 1967 in Betrieb genommenen ehemaligen Fahrdienstleiterstellwerks Ef ist weiterhin vorhanden und befindet sich ca. 70 Meter südlich des Empfangsgebäudes auf der westlichen Seite der Gleise. Das Stellwerk war ein Spurplandrucktastenstellwerk der Bauart Sp Dr L30 von Standard Elektrik Lorenz.
In der Nähe des Bahnhofs befinden sich Park-and-ride-Parkplätze und Umstiegsmöglichkeiten auf den Schnellbus-, Regionalbus- und Stadtbusverkehr.

## Geschichte
Das bereits 1852 bei der Eröffnung der Bahnlinie errichtete Empfangsgebäude wurde im Zweiten Weltkrieg völlig zerstört und 1952 durch einen Neubau ersetzt. Dieser wurde 2012–2013 umgebaut.
Während der Bahnhof Erkelenz im Güterverkehr mit der Verlagerung des Schwerlastverkehrs von der Schiene auf die Straße in den 1980er Jahren an Bedeutung verlor, entwickelte sich der Personenverkehr derart, dass die Station heute – nach Ein- und Ausstiegszahlen – der wichtigste Halt zwischen Aachen Hauptbahnhof und Mönchengladbach Hauptbahnhof ist. Von 1992 bis 2002 war Erkelenz auch InterRegio-Halt für die Relation Aachen – Chemnitz. Mit der Umstellung der Bahnstrecke auf ESTW-Betrieb im November 2007 wurden die Weichenverbindungen gekappt, womit der Bahnhof betrieblich zum Haltepunkt wurde, und neue Ks-Signalanlagen in Betrieb genommen. Das bis dahin vorhandene, aber seit dem Umbau des Mittelbahnsteigs nicht mehr für Personenzughalte nutzbare dritte Gleis konnte somit nicht befahren werden und ein Ausweichen war nicht mehr möglich. Später wurde es teilweise abgebaut. Alle weiteren Gleise auf der östlichen Seite des Bahnhofs wurden abgebaut und das Gelände anschließend bebaut. 2019 wurden die Bahnsteige für den Einsatz der RRX-Triebzüge vom Typ Desiro HC auf dem Wupper-Express von ca. 165 auf 215 Meter verlängert. Die neuen Bahnsteigabschnitte waren zunächst gesperrt und wurden zum Einsatzbeginn der neuen Fahrzeuge im Dezember 2020 in Betrieb genommen. Bis zu diesem Zeitpunkt sollte außerdem eine neue Bahnsteigüberdachung errichtet werden, was aber erst ein Jahr später im Herbst 2021 umgesetzt wurde.

## Eisenbahnverkehr

### Fernverkehr
Seit dem 13. Dezember 2020 hält montags bis samstags ein Zugpaar der ICE-Verbindung Berlin–Aachen in Erkelenz. Außerdem bedient sonntags ein ICE von Berlin nach Aachen Erkelenz. Erkelenz ist damit erstmals seit Einstellung des Interregio (Linie 20) im Jahr 2002 wieder planmäßiger Fernverkehrshalt.
Ab Dezember 2023 wurde das ICE-Angebot in Richtung Berlin um einen weiteren täglichen Zug (ICE 757) erweitert.
| Linie  | Streckenverlauf | Verkehrstage                     |
| ------ | --- | -------------------------------- |
| ICE 14 | ICE 1545/ICE 757: Aachen Hbf – Herzogenrath – Geilenkirchen – Erkelenz – Rheydt Hbf – Mönchengladbach Hbf – Viersen – Krefeld Hbf – Duisburg Hbf – Essen Hbf – Bochum Hbf – Dortmund Hbf – Hamm (Westf) Hbf – Gütersloh Hbf – Bielefeld Hbf – Herford – Hannover Hbf – Wolfsburg Hbf – Berlin-Spandau – Berlin Hbf – Berlin Ostbahnhof                                             | ICE 1545: Mo–Sa ICE 757: täglich |
| ICE 14 | ICE 1548: Berlin Ostbahnhof – Berlin Hbf – Berlin-Spandau – Stendal Hbf – Wolfsburg Hbf – Hannover Hbf – Bad Oeynhausen – Herford – Bielefeld Hbf – Gütersloh Hbf – Hamm (Westf) Hbf – Dortmund Hbf – Bochum Hbf – Essen Hbf – Mülheim (Ruhr) Hbf – Duisburg Hbf – Krefeld Hbf – Viersen – Mönchengladbach Hbf – Rheydt Hbf – Erkelenz – Geilenkirchen – Herzogenrath – Aachen Hbf | Mo–Fr, So                        |
| ICE 10 | ICE 846: Berlin Ostbahnhof – Berlin Hbf – Berlin-Spandau – Wolfsburg Hbf – Hannover Hbf – Bielefeld Hbf – Hamm (Westf) Hbf – Dortmund Hbf – Bochum Hbf – Essen Hbf – Duisburg Hbf – Düsseldorf Hbf – Neuss Hbf – Mönchengladbach Hbf – Rheydt Hbf – Erkelenz – Geilenkirchen – Aachen Hbf                                                                                          | So                               |

### Nahverkehr
| Linie | Linienverlauf | Takt   |
| ----- | --- | ------ |
| RE 4  | Wupper-Express: Aachen Hbf – Aachen Schanz – Aachen West – Herzogenrath – Kohlscheid (einzelne Züge) – Übach-Palenberg – Geilenkirchen – Lindern – Hückelhoven-Baal – Erkelenz – Rheydt Hbf – Mönchengladbach Hbf – Neuss Hbf – Düsseldorf-Bilk – Düsseldorf Hbf – Wuppertal-Vohwinkel – Wuppertal Hbf – Wuppertal-Barmen – Wuppertal-Oberbarmen – Schwelm – Ennepetal (Gevelsberg) – Hagen Hbf – Wetter (Ruhr) – Witten Hbf – Dortmund Hbf Stand: Fahrplanwechsel Dezember 2023                                                                                  | 60 min |
| RB 33 | Rhein-Niers-Bahn: Essen-Steele – Essen Hbf – Essen West – Mülheim (Ruhr) Hbf – Mülheim (Ruhr)-Styrum – Duisburg Hbf – Duisburg-Hochfeld Süd – Rheinhausen Ost – Rheinhausen – Krefeld-Hohenbudberg Chempark – Krefeld-Uerdingen – Krefeld-Linn – Krefeld-Oppum – Krefeld Hbf – Forsthaus – Anrath – Viersen – Mönchengladbach Hbf – Rheydt Hbf – Wickrath – Herrath – Erkelenz – Hückelhoven-Baal – Brachelen – Lindern – Geilenkirchen – Übach-Palenberg – Herzogenrath – Kohlscheid – Aachen West – Aachen Schanz – Aachen Hbf Stand: Fahrplanwechsel Juni 2022 | 60 min |

## Buslinien
| Linie      | Betreiber  | Verlauf 2019 |
| ---------- | ---------- | --- |
| 401        | west       | Erkelenz Bf – Erkelenz ZOB – Scheidt – Granterath – Hetzerath – Doveren – Hückelhoven – Schaufenberg – Ratheim – (Dremmen Bf –) Oberbruch – Grebben – Heinsberg Kreishaus – Heinsberg Busbf |
| 402        | west       | (Erkelenz ZOB → Erkelenz Süd →) / (Erkelenz Bf ← Erkelenz Süd ←) Granterath – Baal Kirche – Baal Bf – Doveren – Hückelhoven – Millich – Ratheim – Dremmen Bf – Oberbruch – Grebben – (Heinsberg Kreishaus –) Heinsberg Busbf                                                                       |
| 405        | west       | Erkelenz Bf – (Erkelenz ZOB –) (Grambusch – Schwanenberg – Gerderhahn –) Gerderath – Myhl – Wassenberg – Birgelen – Schloss Elsum – Effeld – Steinkirchen – Ophoven – Kempen – Karken – Heinsberg Busbf (– Heinsberg Agentur für Arbeit)                                                           |
| 406        | west       | Erkelenz Bf – Matzerath – Houverath – Golkrath – Kleingladbach – (Ratheim – Millich –) Hückelhoven – Hilfarth – Brachelen – (Lindern Kirche → Lindern Bf → Linnich Markt) / (Linnich Schulzentrum –) Linnich-SIG Combibloc                                                                         |
| 412        | west       | Erkelenz Bf – Erkelenz Gymnasium / Erkelenz Burg – Borschemich (neu) – Kuckum (neu) – Keyenberg (neu) – Rath-Anhoven – Mehlbusch – Kipshoven – Moorshoven – Beeck – Beeckerheide – Gerichhausen – Wegberg Bf – Wegberg Busbf                                                                       |
| 418        | west       | Erkelenz Bf (– Erkelenz ZOB) (→ Kehrbusch → Isengraben → Flassenberg) / (← Isengraben ← Kehrbusch) – Grambusch – Schwanenberg – Geneiken – (Wildenrath Gewerbegebiet –) Tüschenbroich – Watern – Wegberg Busbf (– Wegberg Bf – Harbeck – Merbeck – Venn – Tetelrath – Silverbeek – Niederkrüchten) |
| EK1        | west       | (Erkelenz ZOB →) Erkelenz Bf → Wockerath → Terheeg → Venrath → Kuckum → (Berverath →) Unterwestrich → Abzw. Oberwestrich → Keyenberg → Holzweiler → Kückhoven → Immerath (neu) → Bellinghoven → Erkelenz Bf (→ Erkelenz ZOB)                                                                       |
| EK2        | west       | (Erkelenz ZOB –) Erkelenz Bf – Tenholt – Lövenich – (Kleinbouslar →) Katzem |
| EK3        | west       | (Erkelenz ZOB →) Erkelenz Bf → Bellinghoven → Immerath (neu) → Kückhoven → Holzweiler → Kückhoven → Immerath (neu) → Bellinghoven → Erkelenz Bf (→ Erkelenz ZOB) |
| EK4        | west       | ErkaBus: Erkelenz Bf – Erkelenz Stadthalle – Oerath – Oerather Mühlenfeld – (Erkelenz Süd ←) Erkelenz Bf oder (Erkelenz ZOB –) Erkelenz Bf – Oestrich – Neuhaus – Mennekrath – (Erkelenz Gymnasium – Erkelenz Bf) / Erkelenz ZOB                                                                   |
| SB1        | west       | Schnellbus: Erkelenz Bf – Erkelenz Burg / Erkelenz ZOB – Gerderath – Myhl – Wassenberg – Orsbeck – Unterbruch – Heinsberg Busbf – (Schleiden –) Rischden – Geilenkirchen Bf |
| SB8        | west       | Schnellbus: Erkelenz Bf – Erkelenz Burg / Erkelenz ZOB – Holtum – Uevekoven – Wegberg – Harbeck – Berg – Rickelrath – Schwaam – Venheyde – Merbeck – Abzw. Tetelrath – Silverbeek – Niederkrüchten                                                                                                 |
| SB81       | west / NEW | Schnellbus: Erkelenz Bf – Erkelenz ZOB – Rath-Anhoven – Rheindahlen – Rheydt – Mönchengladbach Hbf (AVV-Tarif gilt nur im Kreis Heinsberg) |
| RufBus 282 | Rurtalbus  | Rufbus: Titz – Jackerath – Erkelenz Bf (Mo–Fr tagsüber) |

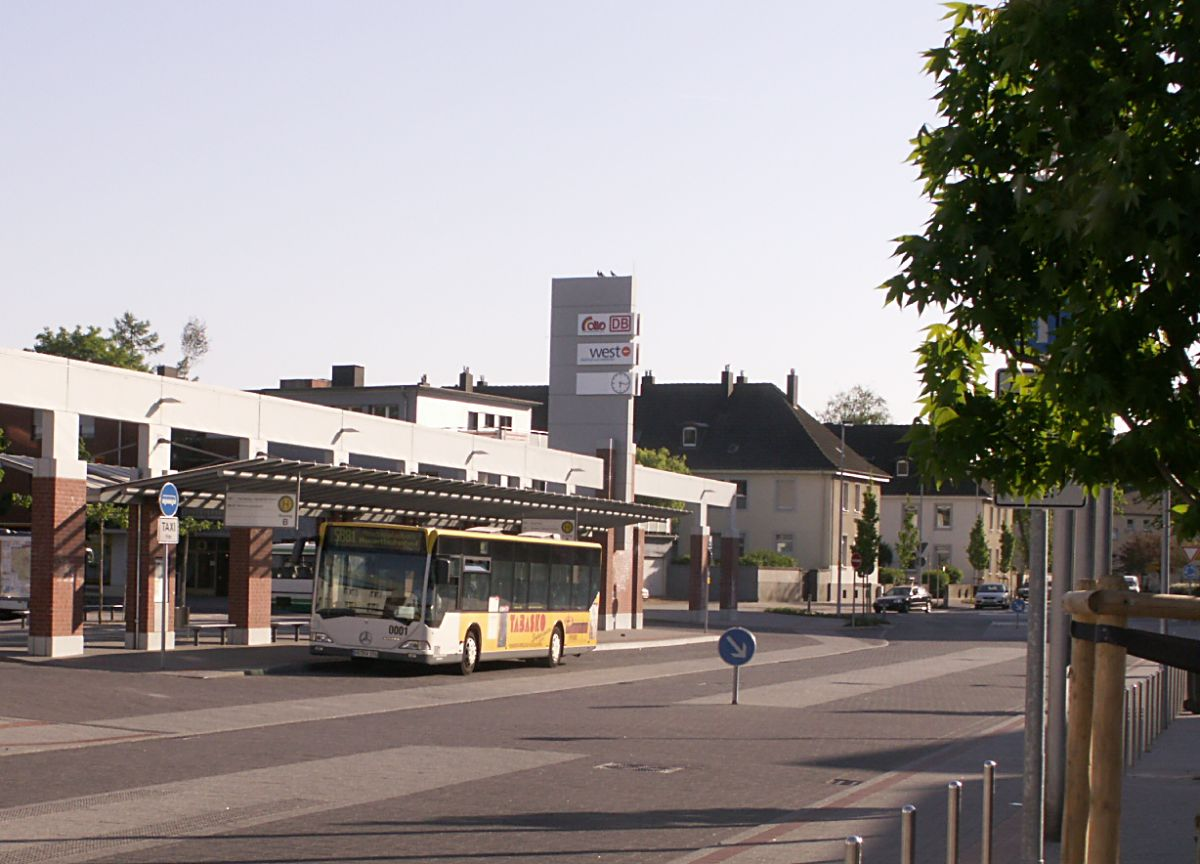
Empfangsgebäude und Bushof
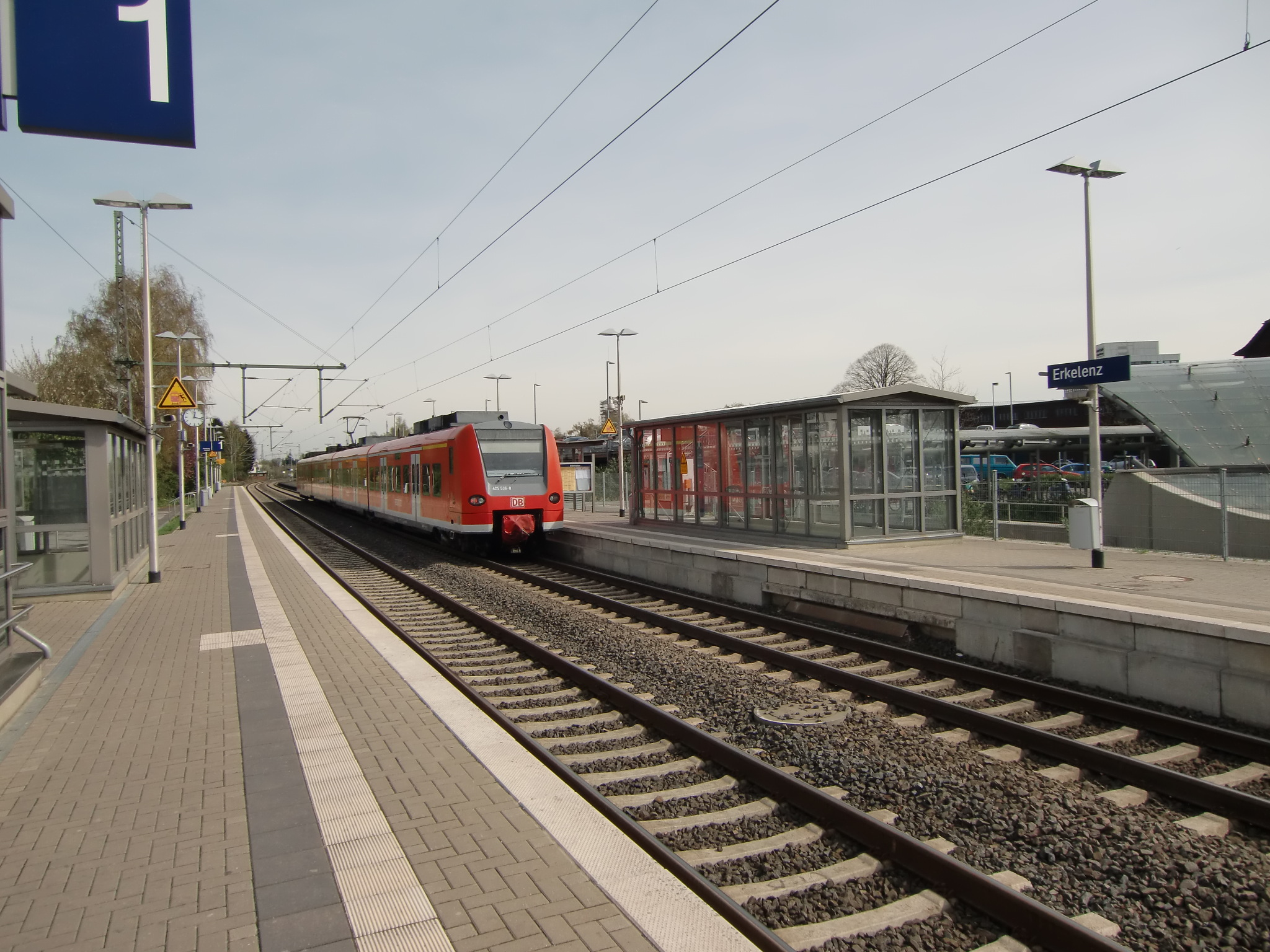
Bahnsteig
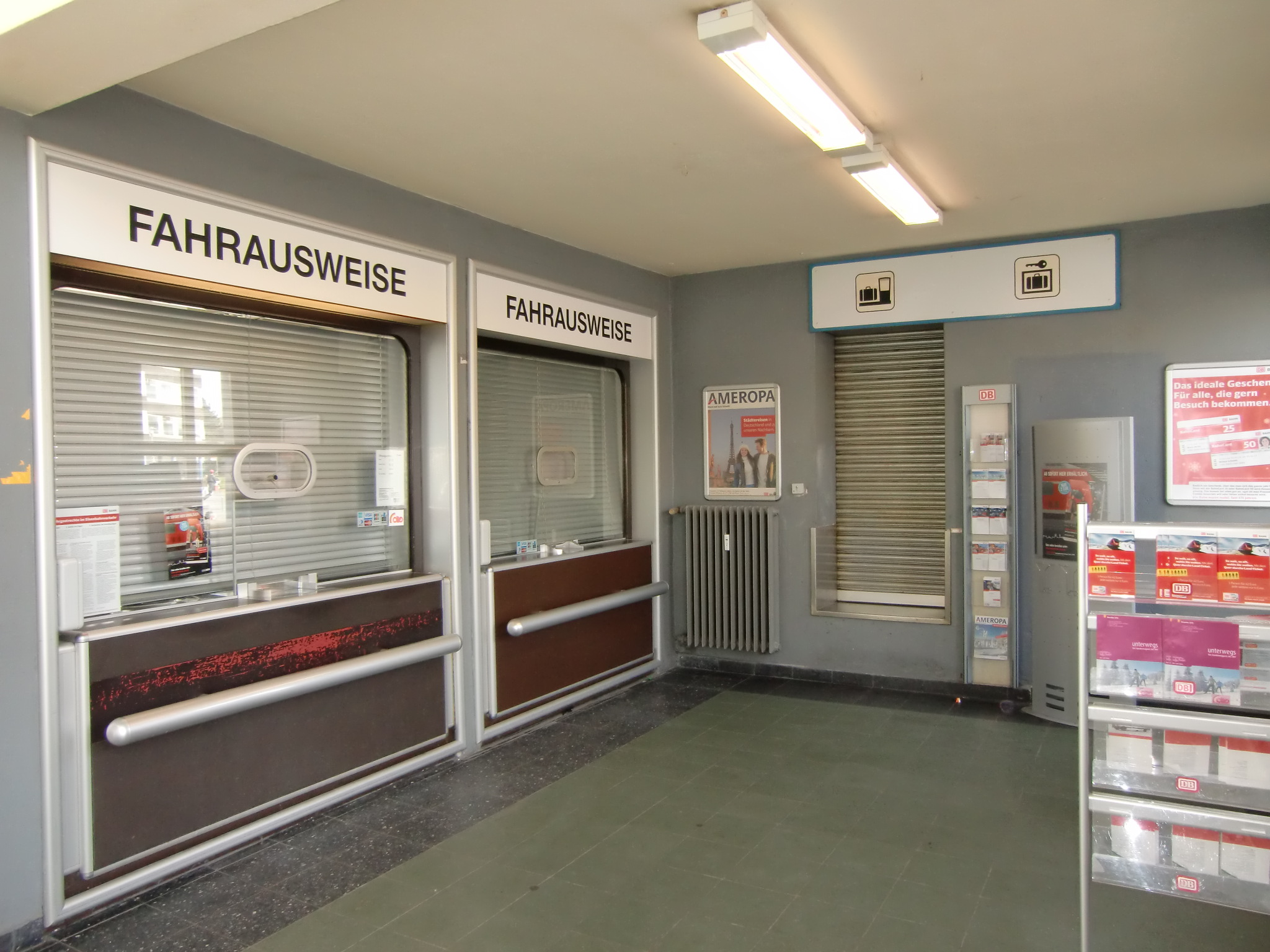
Fahrkartenschalter
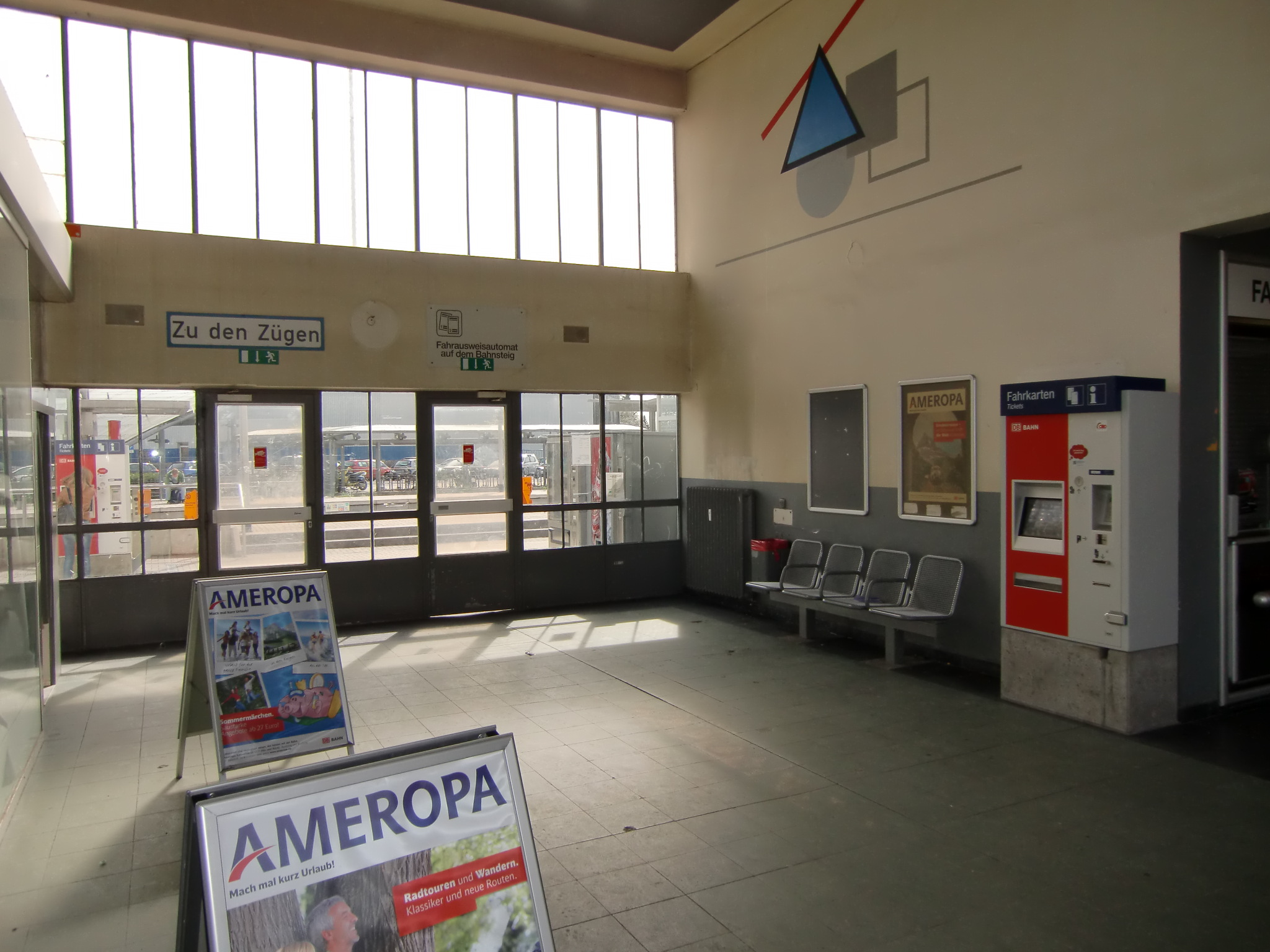
Bahnhofshalle